# Omicidio di Martine Vik Magnussen
L'Omicidio di Martine Vik Magnussen venne commesso in una casa a torre a Great Portland Street, a Londra, il 16 marzo 2008; la vittima era una studentessa norvegese di ventitré anni che venne prima stuprata e poi uccisa per una forte compressione al collo, derivante da strangolamento; venne ritrovata nel seminterrato di un condominio, nascosta sotto del pietrisco. Farouk Abdulhak, figlio di uno dei più ricchi uomini dello Yemen, Shaher Abdulhak, venne visto allontanarsi con la vittima la sera della scomparsa e lasciò il Paese per fare ritorno in Yemen subito dopo il delitto; è nella lista dei principali ricercati di Scotland Yard e non è mai stato possibile estradarlo nel Regno Unito. Il caso rimane irrisolto.

## Storia

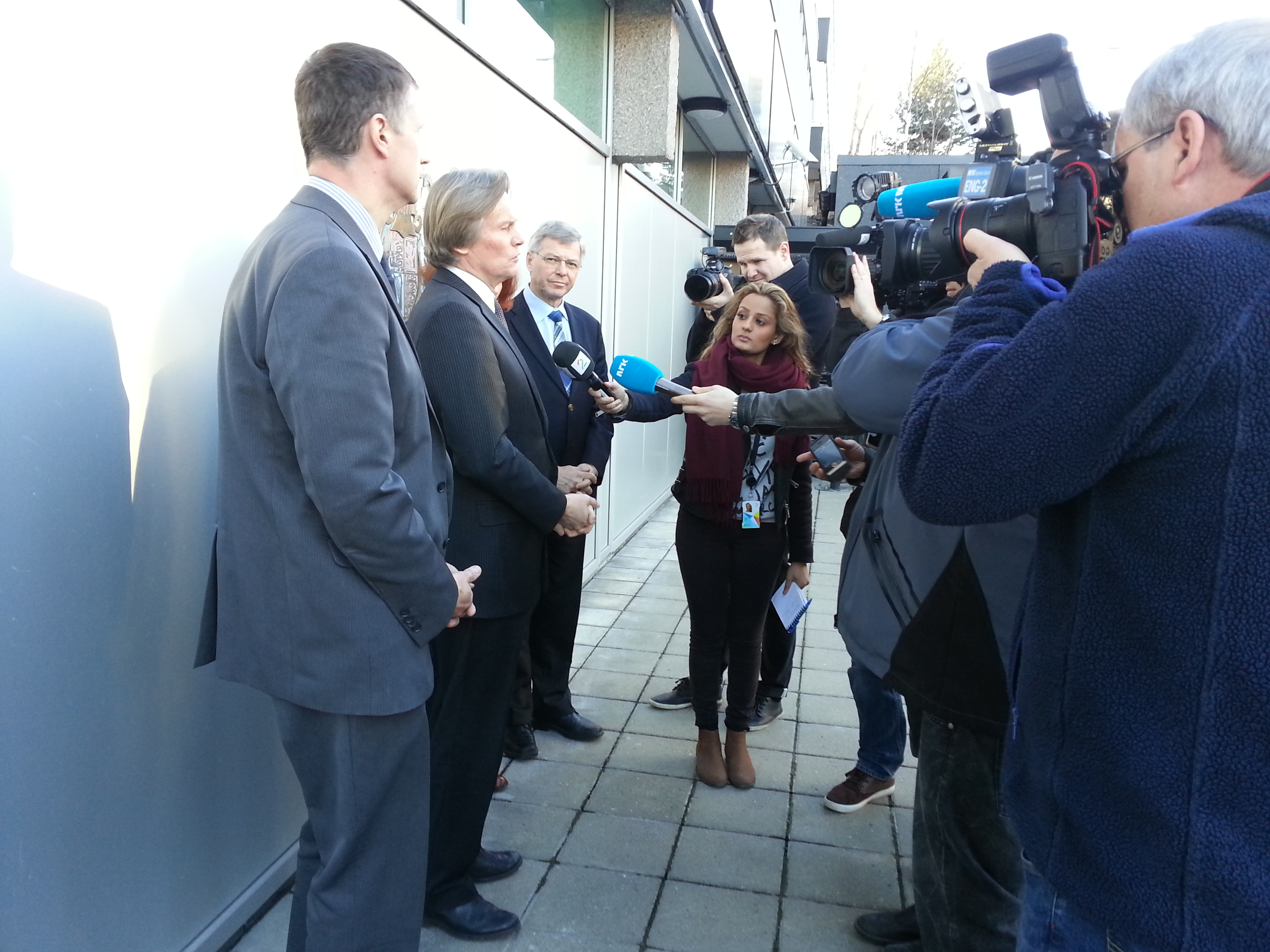
Il padre di Martine Vik Magnussen parla alla stampa riguardo al suo appello a Farouk Abdulhak di ritornare dallo Yemen al Regno Unito per affrontare il processo per lo stupro e l'omicidio di sua figlia.

Magnussen fu vista viva per l'ultima volta tra le 3 e le 4 di notte il 14 marzo al nightclub Maddox, dove festeggiava con alcuni amici, fra cui Farouk Abdulhak, nel distretto di Londra di Mayfair, a circa un chilometro e mezzo da dove fu poi ritrovato il suo corpo due giorni dopo. Gli amici denunciarono la scomparsa il 15 marzo. Le riprese delle telecamere di sorveglianza registrarono che la ragazza lasciò il locale verso le 2 del mattino con Farouk Abdulhak. Il corpo seminudo venne ritrovato nel seminterrato dell'edificio in cui Abdulhak viveva in Great Portland Street a Westminster. Il corpo della vittima venne restituito alla Norvegia dove si tenne il funerale ad Asker, fuori Oslo, nel maggio 2008.

## Indagini
Scotland Yard voleva interrogare l'uomo con il quale la Magnussen lasciò il club la notte in cui fu uccisa, Farouk Abdulhak, uno studente suo compagno e figlio del miliardario dello Yemen Shaher Abdulhak. Farouk Abdulhak e Vik Magnussen furono visti lasciare il nightclub Maddox alle prime ore del 14 marzo, e salire su un taxi insieme. Abdulhak viveva nello stesso condominio della ragazza. La polizia aveva i documenti del volo che mostravano come Farouk Abdulhak avesse lasciato Londra per Il Cairo il 14 marzo, e ritenevano che da lì avesse raggiunto lo Yemen. Si ritiene che il sospettato avesse raggiunto Sana'a dall'Egitto su un aereo privato del padre. Domenica 23 marzo Farouk si recò negli uffici dell'avvocato Mohammed al Bakwlia Sana'a, capitale dello Yemen, cercando assistenza legale. Al Bakwli disse che Farouk poteva essere interrogato dalle autorità britanniche, purché ciò accadesse nello Yemen.  Farouk fu per la prima volta dichiarato un sospettato nel caso il 23 giugno 2008. Il 30 luglio 2008 fu ufficialmente dichiarato sospettato dalla Metropolitan Police e inserito nel sito di Scotland Yard come ricercato.
La polizia ritiene che Abdulhak stia vivendo nello Yemen. Il governo dello Yemen è al corrente della richiesta del Regno Unito di interrogare Abdulhak, nonostante il Regno Unito non abbia un accordo di estradizione con lo Yemen. Una manifestazione si è tenuta ad Oslo il 1 dicembre 2009 per richiedere ulteriori azioni da parte delle autorità norvegesi.
Alcuni oggetti che la Magnussen indossava quando fu vista per l'ultima volta, non furono trovati quando la polizia scoprì il cadavere. Scotland Yard ha pubblicato delle foto di oggetti simili. Gli oggetti mancanti sono: orecchini di Christian Dior, scarpe in pelle di serpente, una borsa Marc Jacobs, un orologio Guess, un anello d'argento, e i suoi jeans (descritti come blu).
Il 30 aprile 2008, un uomo di circa cinquant'anni è stato arrestato, con l'accusa di aver partecipato all'omicidio.
Nel marzo 2022 venne arrestata una donna per complicità nell'omicidio.

## Martine Vik Magnussen
Martine Vik Magnussen era nata a Nesøya, ad Asker, in Norvegia. Il padre lavorava nelle vendite e nel marketing nel settore IT e lavorava inoltre in una piccola attività familiare che produceva slitte con sci per trasportare le persone sulla neve. Ora dirige tutto il figlio.
Martine era un ex studentessa al Kristelig Gymnasium di Oslo, una scuola privata cristiana. Magnussen aveva lavorato per dei negozi di abbigliamento ad Oslo, e per Massimo Dutti. Nel 2006 andò in Polonia per studiare medicina, ma lasciò gli studi dopo sei mesi. A inizio 2007 andò a Londra, dove lavorò per sei mesi prima di iniziare gli studi al Regent Business School nell'autunno del 2007. La notte dell'omicidio, stava festeggiando coming top of her class.
Il 10 giugno 2010 il padre ringraziò la Metropolitan Police e le autorità britanniche a una commemorazione tenuta dalla famiglia al Regent College e scoprì un albero dedicato alla memoria della figlia. Il signor Magnussen dichiarò inoltre che era ancora impegnato in una battaglia per cambiare le leggi che disse avevano permesso all'uomo sospettato dell'omicidio della figlia, Farooq Abdulhak, di farla franca.

## Il caso nei media dello Yemen
Secondo il canale televisivo norvegese TV2, i media locali nello Yemen non dissero nulla del fatto che il figlio di uno degli uomini più ricchi del paese, Shaher Abdulhak, era ricercato per l'omicidio della Magnussen. A Sana'a, la capitale dello Yemen, il caso è come non fosse mai accaduto. Lo Yemen è uno dei paesi più poveri nel mondo arabo, e Shaher Abdulhak è il fondatore e il proprietario di una compagnia con sede nel paese che ha legami con il commercio e l'industria della regione, è inoltre il Presidente del consiglio di amministrazione dell'hotel Taj Sheba a Sana'a, ed ha rapporti con il franchise yemenita della Coca-Cola. Ha una forte influenza politica a Sana'a, con stretti legami con il governo.